# Petra Mandula
Petra Mandula (Boedapest, 17 januari 1978) is een voormalig professioneel tennisspeelster uit Hongarije. Zij begon met tennis toen zij vijf jaar oud was. Haar favoriete ondergrond is gravel. Zij was actief in het internationale tennis van 1993 tot en met 2005.

## Loopbaan

### Enkelspel
In 1993 nam Petra Mandula voor het eerst deel aan een ITF-toernooi, in Rebecq (België) – zij bereikte er meteen de kwartfinale. In haar tweede toernooi, in Kroatië, bereikte zij de finale. Het duurde tot 1998 tot zij nogmaals de finale bereikte, in Birkenhead (Engeland) – zij won er haar eerste ITF-titel door in de finale de Italiaanse Giulia Casoni te verslaan. In totaal won zij in haar carrière zeven ITF-toernooien.
In 1999 nam zij voor het eerst deel aan de hoofdtabel van een WTA-toernooi: het toernooi van Boedapest – zij won alleen haar eersterondepartij. Later dat jaar bereikte zij op het toernooi van São Paulo, door winst op onder meer de Nederlandse Seda Noorlander, de kwartfinale die zij verloor van Cristina Torrens Valero. Een finale van een WTA-toernooi bereikte zij niet.
In de periode 2000–2005 nam zij ruim twintig keer deel aan een grandslamtoernooi – haar beste prestatie was de kwartfinale op Roland Garros 2001; als kwalificante won zij van een geplaatste speelster (Jelena Dokić), maar ten slotte werd zij door Kim Clijsters uitgeschakeld.
Mandula vertegenwoordigde Hongarije op de Olympische spelen 2000 in Sydney en 2004 in Athene – op beide evenementen kwam zij niet voorbij de eerste ronde.
In mei 2004 bereikte zij de dertigste plaats op de WTA-ranglijst.

### Dubbelspel
Mandula won zeven WTA-titels, waarvan vijf met de Oostenrijkse Patricia Wartusch. Daarnaast bezit zij ook acht ITF-titels. Haar beste resultaat op de vier grandslamtoernooien is het bereiken van de halve finale, op het Australian Open 2003 met Emmanuelle Gagliardi. In 2000 nam zij deel aan de Olympische spelen in Sydney, samen met landgenote Katalin Marosi – zij bereikten de kwartfinale. Haar hoogste positie op de WTA-ranglijst is de dertiende plaats, die zij bereikte in mei 2003 na het winnen van het WTA-toernooi van Bol, haar derde titel in vier weken tijd.

### Tennis in teamverband
In de periode 1994–2003 verdedigde Mandula de eer van Hongarije in de Fed Cup – alle ontmoetingen werden op haar favoriete ondergrond gravel gespeeld. Zij won 11 van haar 16 enkelspelpartijen en 17 van de 20 in het dubbelspel. In 1995 bereikte zij de halve finale in haar regionale groep – daar verloor zij van de Belgische Laurence Courtois. Haar beste resultaat in de Fed Cup is het bereiken van de eerste ronde van de Wereldgroep, in 2001 (verloren van Slowakije, maar dankzij winst in de play-offs tegen Israël toch naar volgend jaar) en 2002 (verloren van Argentinië).

## Posities op deWTA-ranglijst
Positie per einde seizoen:
| jaar | rang enkelspel | rang dubbelspel |
| ---- | -------------- | --------------- |
| 1993 | 614            | –               |
| 1994 | 389            | 319             |
| 1995 | 414            | 330             |
| 1996 | 229            | 722             |
| 1997 | 259            | 290             |
| 1998 | 184            | 368             |
| 1999 | 104            | 181             |
| 2000 | 158            | 81              |
| 2001 | 62             | 65              |
| 2002 | 90             | 40              |
| 2003 | 40             | 16              |
| 2004 | 81             | 41              |
| 2005 | 277            | –               |

## Palmares
| Legenda                |
| ---------------------- |
| Grandslamtoernooi      |
| Olympische Spelen      |
| Year-End Championships |
| Tier I                 |
| Tier II                |
| Tier III               |
| Tier IV & V            |

### WTA-finaleplaatsen enkelspel
geen

### WTA-finaleplaatsen vrouwendubbelspel
| nr.              | finale     | toernooi       | ondergrond    | partner           | tegenstandsters                               | score         |         |
| ---------------- | ---------- | -------------- | ------------- | ----------------- | --------------------------------------------- | ------------- | ------- |
| gewonnen finales |            |                |               |                   |                                               |               |         |
| 1.               | 2001-06-17 | WTA Tasjkent   | hardcourt     | Patricia Wartusch | Tetjana Perebyjnis Tatjana Poetsjek           | 6-1, 6-4      | details |
| 2.               | 2002-06-16 | WTA Wenen      | gravel        | Patricia Wartusch | Barbara Schwartz Jasmin Wöhr                  | 6-2, 6-4      | details |
| 3.               | 2002-07-14 | WTA Casablanca | gravel        | Patricia Wartusch | Gisela Dulko Conchita Martínez Granados       | 6-2, 6-1      | details |
| 4.               | 2003-04-13 | WTA Estoril    | gravel        | Patricia Wartusch | Maret Ani Emmanuelle Gagliardi                | 6-7, 7-6, 6-2 | details |
| 5.               | 2003-04-20 | WTA Boedapest  | gravel        | Olena Tatarkova   | Conchita Martínez Granados Tetjana Perebyjnis | 6-3, 6-1      | details |
| 6.               | 2003-05-04 | WTA Bol        | gravel        | Patricia Wartusch | Emmanuelle Gagliardi Patty Schnyder           | 6-3, 6-2      | details |
| 7.               | 2004-05-02 | WTA Boedapest  | gravel        | Barbara Schett    | Virág Németh Ágnes Szávay                     | 6-3, 6-2      | details |
| verloren finales |            |                |               |                   |                                               |               |         |
| 1.               | 2000-02-13 | WTA Bogota     | gravel        | Rita Kuti Kis     | Laura Montalvo Paola Suárez                   | 4-6, 2-6      | details |
| 2.               | 2000-10-29 | WTA Bratislava | hardcourt (i) | Patricia Wartusch | Karina Habšudová Daniela Hantuchová           | forfait       | details |
| 3.               | 2002-09-22 | WTA Toyota     | hardcourt     | Patricia Wartusch | Svetlana Koeznetsova Arantxa Sánchez Vicario  | 2-6, 4-6      | details |
| 4.               | 2003-03-02 | WTA Acapulco   | gravel        | Patricia Wartusch | Émilie Loit Åsa Svensson                      | 3-6, 1-6      | details |

## Resultaten grandslamtoernooien
| Legenda | Legenda                          |
| ------- | -------------------------------- |
| g.t.    | geen toernooi gehouden           |
| l.c.    | lagere categorie                 |
| –       | niet deelgenomen                 |
| G       | uitgeschakeld in de groepsfase   |
| 1R      | uitgeschakeld in de eerste ronde |
| 2R      | uitgeschakeld in de tweede ronde |
| 3R      | uitgeschakeld in de derde ronde  |
| 4R      | uitgeschakeld in de vierde ronde |
| KF      | uitgeschakeld in de kwartfinale  |
| HF      | uitgeschakeld in de halve finale |
| F       | de finale verloren               |
| W       | het toernooi gewonnen            |
| w-v     | winst/verlies-balans             |

### Enkelspel
| toernooi        | 2000 | 2001 | 2002 | 2003 | 2004 | 2005 |
| --------------- | ---- | ---- | ---- | ---- | ---- | ---- |
| Australian Open | 1R   | –    | 2R   | 2R   | 3R   | 2R   |
| Roland Garros   | 2R   | KF   | 1R   | 4R   | 2R   | 1R   |
| Wimbledon       | 1R   | 2R   | 1R   | 2R   | 1R   | –    |
| US Open         | 1R   | 1R   | 2R   | 2R   | 1R   | –    |

### Vrouwendubbelspel
| toernooi        | 2001 | 2002 | 2003 | 2004 | 2005 |
| --------------- | ---- | ---- | ---- | ---- | ---- |
| Australian Open | 3R   | 1R   | HF   | 3R   | 1R   |
| Roland Garros   | 2R   | KF   | 3R   | 1R   | –    |
| Wimbledon       | 1R   | 1R   | KF   | 3R   | –    |
| US Open         | 2R   | 1R   | 3R   | 1R   | –    |

### Gemengd dubbelspel
| toernooi        | 2002 | 2003 | 2004 |
| --------------- | ---- | ---- | ---- |
| Australian Open | –    | –    | 1R   |
| Roland Garros   | –    | 2R   | KF   |
| Wimbledon       | –    | 1R   | –    |
| US Open         | KF   | 1R   | 1R   |